# Казка про двох пальців
«Казка про двох пальців» — казка української письменниці Емми Андієвської.

## Сюжет
У міфічному світі, де ще існує рука з сімома пальцями, на небі обертається сім планет, а кожній людині призначено сім доль, відбуваються події, описані в творі. Сюжет розгортається навколо суперечки між двома найменшими пальцями на руці, які відчувають несправедливість через своє становище і вирішують вирушити в світ, щоб знайти собі краще місце і доказати свою значущість.
Рука, будучи молодою і сильною, не приділяла багато уваги вихованню своїх пальців, особливо найменших, вважаючи, що час сам їх навчить. Ця недбалість призвела до конфлікту між пальцями, коли двоє наймолодших почали суперечку за ліпше місце на руці. Вони відчували, що їх старші брати не справедливо пишаються своїми досягненнями і вимагають послуху тільки через свій вік. Наймолодші пальці наполягали на своїй значущості, вважаючи, що вони володіють силою, здатною змінити світ, і тому заслуговують на більше визнання.
Оскільки суперечка не знаходила вирішення, наймолодші пальці вирішили залишити руку і вирушити у світ, шукаючи суддю, який би справедливо розсудив їхню суперечку. Під час подорожі вони розійшлися різними шляхами, забувши про братерство і спільне походження. Через певний час вони зустрілися біля королівства, розташованого на краю світу, де крізь башти викидали сміття в небуття.
При вході до королівства, пальці зіштовхнулися з вартовими, які направили їх до королеви Гасової Лампи. Королева Лампа, яка була єдиним світлом у своєму королівстві, погодилася розсудити їх, якщо вони допоможуть їй у боротьбі з невидимими ворогами – лицарями Вогненної Свічки. Пальці погодилися стати її лицарями і вирушили на битву.
У битві невидимі вороги нападали на пальці, але вони, завдяки своєму сміху і доброму настрою, вийшли переможцями без жодного зусилля. Сміх зробив їх невразливими, і вороги, намагаючись вдарити пальці, завдавали шкоди тільки собі. Після перемоги, пальці самі стали невидимими.
Коли пальці повернулися до королеви Лампи, щоб отримати нагороду і дізнатися, хто з них найкращий, королева відмовилася їх прийняти, бо невидимі піддані їй не потрібні. Тоді пальці вирішили повернутися на руку, де вони більше не прагнули визнання, адже зрозуміли свою силу і значущість. Відтоді вони жили в злагоді з братами, залишаючись невидимими, але допомагаючи руці виконувати великі справи.